# Spectre (låt av Radiohead)
"Spectre" är en låt av det brittiska alternativa rockbandet Radiohead, utgiven som gratis digital nedladdning den 25 december 2015. Låten var tänkt att vara med i James Bond-filmen med samma namn, men medverkade aldrig i filmen. Låten fanns även med som B-sida på 7"-versionen av Radioheads singel "Burn the Witch", samt som bonusspår på specialversionen av albumet A Moon Shaped Pool (2016).